# Сафронов, Виктор Алексеевич
Ви́ктор Алексе́евич Сафро́нов (25 января 1932, Нижний Новгород — 20 июля 2025, Ульяновск) — советский и российский художник-живописец. Член СХ СССР (1968). Почётный член РАХ (2016). Народный художник РСФСР (1983). Лауреат Государственной премии РСФСР имени И. Е. Репина (1975).

## Биография
Родился 25 января 1932 года в городе Нижний Новгород Нижегородского края.
С 1948 по 1953 годы обучался в Горьковском художественном училище. Основной тематикой в художественном творчестве В. А. Сафронова была Великая Отечественная война. С 1964 года В. А. Сафронов является постоянным участником всесоюзных, республиканских, зональных, областных и зарубежных выставок. С 1974 года В. А. Сафронов участвовал в IV зональной выставке «Большая Волга», в республиканской выставке «Советская Россия» и на всесоюзной художественной выставке «Слава труду!». Помимо основных выставок В. А. Сафронов участвовал и в своих персональных выставках, проходивших в России и за рубежом на выставках в ГДР, Болгарии, Венгрии и Румынии.
Автор ряда работ: 1959 год — «Портрет внучки главного врача Покровского», 1967 год — «1941 год», 1969 год — «Клятва», 1970 год — «Солдатское письмо», 1974 год — «Гвардейское знамя» «На фронт», «Политрук» и «Вернулся», 1980 год — «На картофельном поле», 1983 год — «Изгой», 1985 год — «Боевое знамя» и «Коммунисты, вперёд!», 1986 год — «Лявониха», 1987 год — «Командарм Ефремов» и «Дальше идти нельзя», 1988 год — «Этапы большого пути», 1991 год — «Стояние на мошке», 1992 год — «Женский портрет», 1996 год — «Май, зазеленело» и «Перед грозой», 1999 год — «Одиночество», 2001 год — «Август», 2003 год — «После боя», «Голубой пруд» и «Композиция», 2004 год — «Тишина над озером», 2005 год — «Раненый».
Художественные произведения В. А. Сафронова находятся в различных музеях и галереях, в том числе: Государственной Третьяковской галерее, Красноярском государственном художественном музее имени В. И. Сурикова, Ульяновском областном художественном музее, Художественно-мемориальном музее имени И. Е. Репина, в Министерстве культуры Российской Федерации, а также в частных собраниях в таких странах как: США, Германия, Венгрия, Италия и Франция.
С 1968 года В. А. Сафронов являлся членом Союза художников СССР. С 1971 года В. А. Сафронов был назначен председателем Правления Ульяновской организации Союза художников РСФСР.
В 1970 году В. А. Сафронов был удостоен Серебряной медали имени М. Б. Грекова, в 1971 году — Золотой медали Академии художеств СССР.
В 1975 году «за картины „Клятва“, „Гвардейское знамя“, „Солдатское письмо“» В. А. Сафронов был удостоен Государственной премии РСФСР имени И. Е. Репина.
В 1970 году Указом Президиума Верховного Совета РСФСР В. А. Сафронову было присвоено почётное звание Заслуженный художник РСФСР, в 1983 году — Народный художник РСФСР.
В 2012 году В. А. Сафронов был удостоен Международной премии в области изобразительного искусства имени А. А. Пластова, в 2014 году — Премии РАХ имени Н. И. Фешина.
В 2016 году «за большой вклад в развитие культуры, сохранение и развитие лучших традиций реалистического искусства» В. А. Сафронов был избран Почётным членом Российской академии художеств.
Скончался в Ульяновске 20 июля 2025 года в возрасте 93 лет.

## Награды
- Орден Знак Почёта (1986)

### Звания
- Народный художник РСФСР (1983 — «за большие заслуги в области искусства»)
- Заслуженный художник РСФСР (1970)

### Премии
- Государственная премия РСФСР имени И. Е. Репина (1975 — «за картины „Клятва“, „Гвардейское знамя“, „Солдатское письмо“»)
- Международная премия в области изобразительного искусства имени А. А. Пластова (2012[8])
- Премия РАХ имени Н. И. Фешина (2014[8])

### Другие награды
- Золотая медаль Академии художеств СССР (1971)
- Серебряная медаль имени М. Б. Грекова (1970)